# Cinnamomum longipetiolatum
Cinnamomum longipetiolatum H.W.Li – gatunek rośliny z rodziny wawrzynowatych (Lauraceae Juss.). Występuje naturalnie w południowych Chinach – w południowej części Junnanu. 

## Morfologia
PokrójZimozielone drzewo dorastające do 35 m wysokości. Kora ma ciemnoszarawą barwę. Gałęzie są nagie i mają brązowoczerwonawą barwę.
LiścieNaprzemianległe. Mają owalny kształt. Mierzą 7–13 cm długości oraz 3–8 cm szerokości. Nasada liścia jest zaokrąglona. Blaszka liściowa jest o krótko spiczastym wierzchołku. Ogonek liściowy jest nagi i dorasta do 20–40 mm długości.
OwoceMają jajowaty kształt, osiągają 20 mm długości i 17 mm szerokości.

## Biologia i ekologia
Rośnie na otwartych przestrzeniach. Występuje na wysokości od 1700 do 2100 m n.p.m. Owoce dojrzewają od maja do października.